# 羊羹

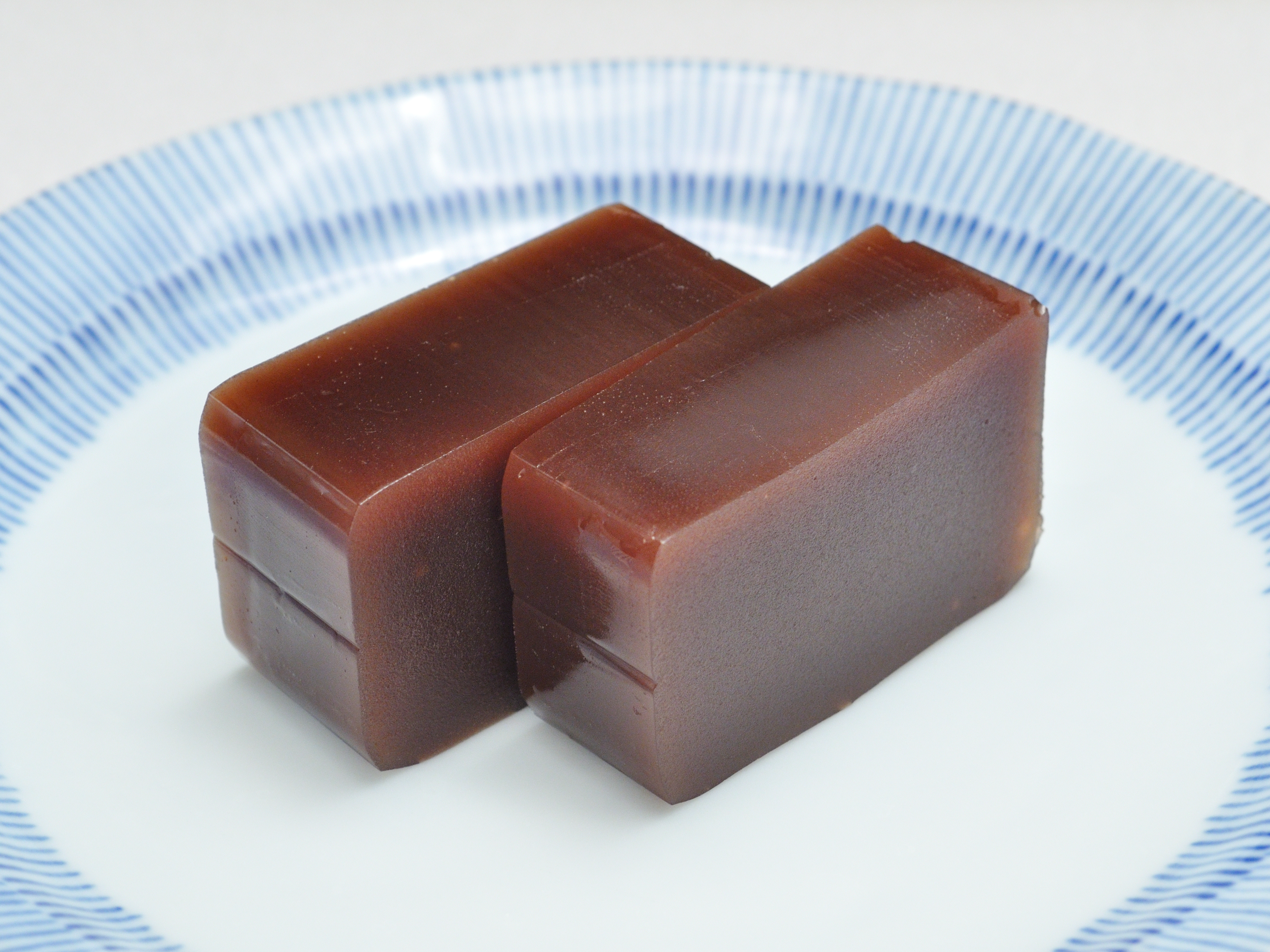
こしあんの一般的な羊羹

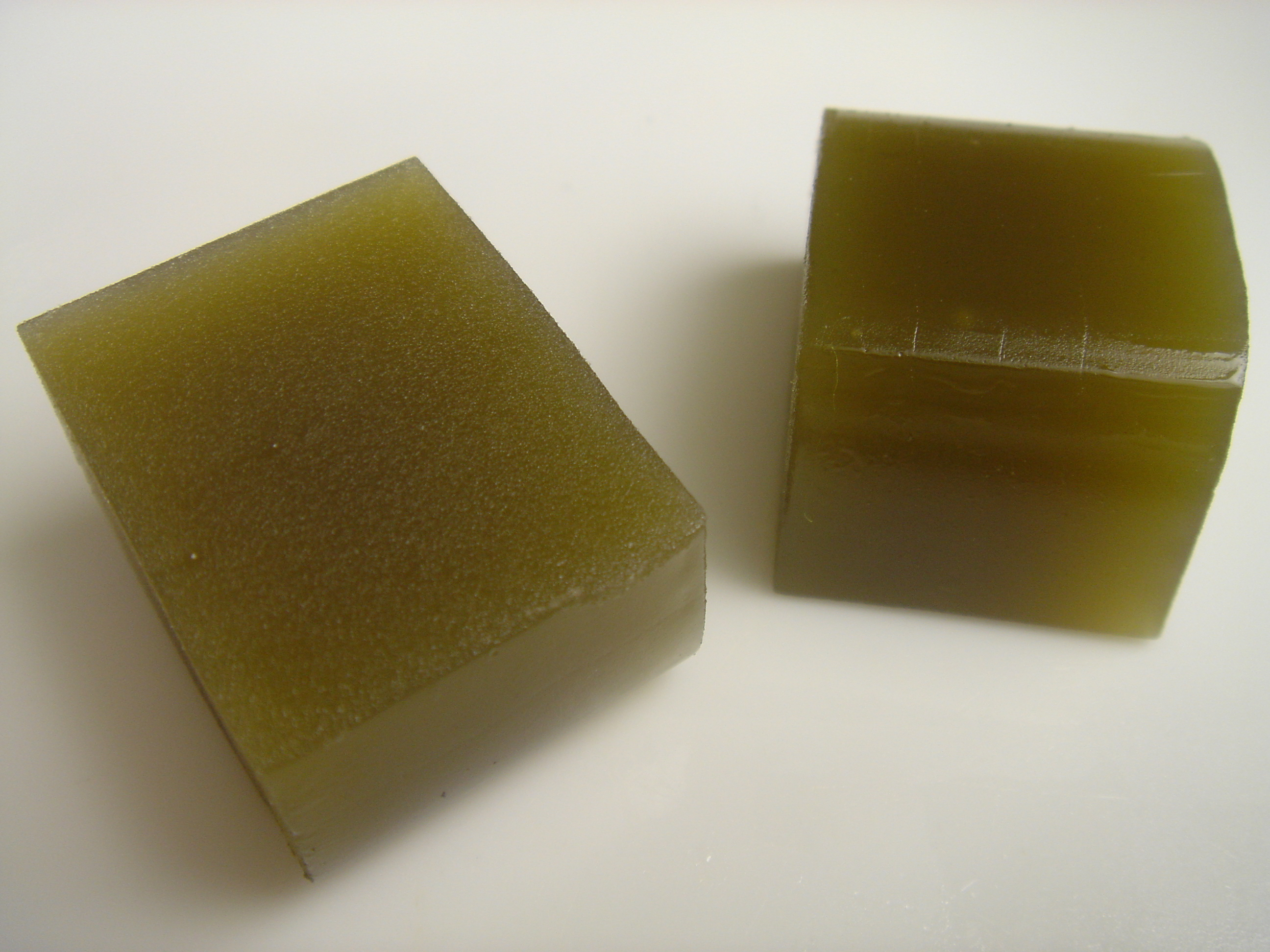
抹茶羊羹

羊羹（ようかん）は、一般には小豆餡を型枠（羊羹舟）に流し込み寒天で固めた和菓子である。 
寒天の添加量が多くしっかりとした固さの煉羊羹（ねりようかん）と、寒天が少なく瑞々しく柔らかい水羊羹（みずようかん）がある。また、寒天で固めるのではなく、小麦粉や葛粉を加えて蒸し固める製法もあり、これは蒸し羊羹と呼ばれる。単に「羊羹」と称した場合は煉羊羹を指すことが多い。
煉羊羹は糖度が高いため保存性が高く、適切な状態で保存すれば常温で1年以上の長期保存が可能なものが多い。この特徴を生かして非常食、保存食としても販売されているものもある。また、糖度が高く、少量でも高カロリーであり、体内ですぐにエネルギーに変換されることから、スポーツの補給食としても注目されている。

## 歴史

### 中世の羊羹
日本の文献における「羊羹」の初出は室町時代前期（1300年代後半）に書かれた『庭訓往来』の「点心」の記事とされる。タケノコ入りと考えられる「箏（笋）羊羹」と、砂糖入りと考えられる「砂糖羊羹」の記載がある。当時の羊羹は汁とともに食べるものであった。1504年頃の武家の作法書『食物服用之巻』を見ると、羊羹の膳で汁と具が別々になっており、その後酒宴での料理の一品、そして菓子へと変化していく中で汁が添えられなくなっていったと考えられる。
御成の献立にも羊羹が登場する。御成の献立記録を江戸時代に写した『膳部方記録』を見ると、このときの羊羹の材料には生豆（小豆と考えられる）の粉、小麦粉、葛粉をこねたものが使われており、山芋や胡桃などを入れて蒸すと記載されている。砂糖や汁の有無については記載がない。
1500年代半ばに茶の湯が盛んになると、羊羹は「菓子」として茶会で供されるようになる。ただし、当時の茶会では甘い物以外に酒の肴も出されており、現在イメージされる甘い羊羹だったとは言い切れない。

### 近世の羊羹
江戸時代初頭に発行された『日葡辞書』には、「羹（カン）」「羊羹」「砂糖羊羹」が採録されており、「羹」は「豆や小麦と粗糖（黒砂糖）または砂糖とで作る、日本の甘い菓子の一種」、「羊羹」は「豆に粗糖をまぜて、こねたもので作った食物」、「砂糖羊羹」は「豆と砂糖とで作る、甘い板菓子（羊羹）の一種」と記載されている。このことから、記載されている羊羹と砂糖羊羹はいずれも小麦粉を使って蒸した菓子であり、羊羹は黒砂糖、砂糖羊羹は上等な白砂糖を使っていたと推測される。
江戸時代には、蒸した生地を臼でついたりこねたりして成形する製法と、枠（箱）に生地を流し入れて蒸し固める製法の2種類の製法があった。虎屋文庫『ようかん』では、室町中期の武家故実書『三議一統大双紙』に描かれている州浜形のものが羊羹である可能性があるとして、前者の蒸した生地を成形する製法が古くからあるもので、後者の蒸すだけの製法は簡易な製法として後に考案されたものではないかと考察している。現在の羊羹のイメージに近い直方体の羊羹が描かれた最古の史料は1688年の『庭訓往来図讃』である。
ここまでの羊羹は今で言う蒸し羊羹であったが、18世紀の後半には寒天を用いた煉羊羹が全国にも広まったという。
この煉羊羹の主な材料である寒天は、1657年（明暦3年）に山城国紀伊郡伏見御駕籠町（現：京都府京都市伏見区御駕籠町）の美濃太郎左衛門によって発見されたとされており、その翌年にはこの寒天を用いて鶴屋六代目岡本善右衛門が現在の煉羊羹の製法を確立したと伏見京町の駿河屋にて伝えられている。しかし寒天は伏見でのみ生産されていたためその後100年余りは流通も限られていたのだが、18世紀後半の摂津寒天の登場で生産量が飛躍的に拡大。するとこれを機に駿河屋の分家・暖簾分けも盛んとなり、煉羊羹の製法は寒天の流通拡大によってようやく全国へと拡散したものと考えられる。
江戸では、寛政（1789年-1801年）のはじめに江戸本町の「紅粉や志津磨（紅谷志津磨）」という店が考案したという説や、喜太郎という人物が日本橋で売り出したとする説が有名だが、前田治脩の『大梁公日記』の1773年10月12日の条に「ねりやうかん」を食べたという記載があり、誕生はさらに遡る。食感がよく日持ちもする煉羊羹は江戸で人気を博し、数十年のうちに地方の菓子屋へも製法が広まった。1841年の菓子製法書『菓子話船橋』や1849年の『諸国名物一覧』の記載から、1800年代半ばには蒸し羊羹にかわって煉羊羹が主流になり始めていたと考えられる。素材や製法のバリエーションも増え、ユズやミカンやゴマを素材にしたものなどが登場した。

### 近代の羊羹
明治時代に入ると、国内の産業発展促進の流れのなかで羊羹も製造過程の改良や商品の多様化が進む。また、交通網の発達によって観光客が増えたことで、各地で土産菓子が工夫されるようになり、明治から昭和時代にかけてその土地ならではの羊羹が作られて定着していった。
特殊な包装・用途としては、ゴム風船の中に詰めた玉羊羹が1937年に登場している。これは当時、戦場の兵士に送る慰問用の菓子として、福島県二本松市の和菓子店「玉嶋屋」が日本陸軍からの指示により開発したものである。その他、割青竹を使用した物や似せたプラスチック製の物、紙またはプラスチック製筒型容器（押し出し容器）、簡便開封可能な紙小箱、カットした羊羹に砂糖をまぶしてキャンディー風パッケージにしたものなどもあり多様化している。包装の保存性を高めて災害用の保存食とした物もある。
現在では、この他にも食品が練り込まれた羊羹が土産品やお茶請けとして親しまれている。比較的高級な羊羹が切り分けて食べる棹物であるのに対し、一口サイズで小分け包装された製品もある。また、高カロリーであることを活かし、スポーツ用途の栄養補給食品などもある。
また、チョコレートと違って溶けないのでレーションとして利用されることもある。

### 中国の羊羹
鎌倉時代から室町時代に禅僧によって日本に伝えられた中国の食品が、日本における羊羹の原型となったとする説がある。禅宗では肉食が戒律（五戒）により禁じられているため、精進料理として羊肉の煮こごりの代わりに小豆や小麦粉、葛粉などを用いたとされる。当初は塩味だったが、砂糖が国内で生産されると甘い羊羹が作られるようになった。
「羊羹」の起源説としては、もともとは中国大陸の料理の名前で、読んで字のごとく羊の羹（あつもの）、つまりは羊の肉を煮たスープの類であった。南北朝時代に北魏の捕虜になった毛脩之が「羊羹」を作ったところ太武帝が喜んだという記事が宋書に見えるが、これは本来の意味の羊のスープであったと思われる。

## 日本国外
戦前から戦中にかけて、満州からジャワ（現インドネシア）に至るまで小城羊羹が広く販売され、戦後、村岡総本舗に、晩年の愛新覚羅溥傑が訪れ羊羹を購入している。現在の中国でも天津や北京で、日本のものと同じような小豆や栗を使った甘い「羊羹 ヤンカン yánggēng」が製造販売されているほか、中国独特のサンザシ、桃、リンゴなどを加えたフルーツ風味のものも製造販売されている。韓国では日本統治時代に入ってきたものがそのまま残っており「양갱（yang-gaeng、ヤンゲン）」と呼ばれる。製法や市場は日本とほぼ同じである。台湾でも日本統治時代に広まったものが羊羹（台湾語：io-kang、台湾華語：yang-geng）として残り、現在も流通している。台湾独自のパインアップル味、里芋味などを販売している所もある。

## 水羊羹

### 水羊羹の歴史
水羊羹（みずようかん）は、霊元天皇の要望で亀屋陸通という菓子屋がやわらかい羊羹を作ったのが始まりという説がある。ただし、これは1801年の随筆『橘窓自語』(橋本経亮著)に古老の話として書かれた内容であり、実際の史料の記述に見られるのは1760年ごろからである。当時の水羊羹は、現在のように寒天を使って固めたものではなく、蒸し羊羹をやわらかく作ったものだった。
寒天を使った水羊羹は、明和年間（1764年-1772年）ごろの成立とされる料理書『調味雑集』に登場する。蒸し羊羹のやわらかいタイプの水羊羹のバリエーションとして寒天を使った水羊羹が生まれ、寒天を使う製法が煉羊羹の誕生へとつながっていったと考えられる。
当時の製法の都合で、冬に作られていた水羊羹も、主に江戸時代後期には、季節を問わず作られるようになり、夏の菓子として定着したのは大正時代から昭和初期にかけてだと考えられている。
かつては、木枠の型（羊羹舟）でつくられた水羊羹を切り売りしていた。往時の名残として、厚みのある箱や容器に水羊羹を流し込んで販売する店が見られる。現在は、流し箱タイプのほか、アルミ缶やプラスチックカップに入った製品が市販され、高級和菓子店では棹物として、竹筒に入った製品なども販売されている。

### 冬の水羊羹
福井県をはじめ東北、北陸、関東、近畿など日本全国の一部の地域では、冬に水羊羹を食べる地域（近畿など一部の地域は水羊羹状の丁稚羊羹）がある。いずれも寒天を使う水分の多いもので、高価な煉羊羹に比べて安価で手軽な菓子として作られたものだった。冷蔵庫のない時代、水分が多く砂糖が少ない菓子は傷みやすかったため、冬に作ることは理にかなっていた。
栃木県をはじめ関東、北陸の一部の地域には、水羊羹を御節料理に用いる風習も現存する。かつては、東京都をはじめ日本全国的（近畿など一部の地域は水羊羹状の丁稚羊羹）な風習（一部の地域を除く）であったが、現在は、御節料理としての風習も忘れ去られた。

## 丁稚羊羹
丁稚羊羹（でっちようかん）とは、西日本の主に近畿地方を中心とする地域における安価な羊羹（主に水羊羹）の呼称である。小豆や砂糖を減らしたような、小豆の「出汁」（でじる）のように軟らかい状態からつくる「水羊羹」状の安価な工程の羊羹を指す。また、一部の地域には蒸し羊羹の丁稚羊羹も存在する。煉羊羹が登場したことで蒸し羊羹は「下物」となり、関西では丁稚羊羹と呼称されたとされる。
丁稚羊羹の名前の由来については、小豆や砂糖を減らしたような小豆の「出汁」（でじる）に、煉る工程からの「でっちる」の意味が重なり、「練羊羹」の手前の半人前の意味での「丁稚」（近代以前の商店従業員）の意味が重なったという説や、丁稚が里帰りの土産やおやつにしたことに由来するという説がある。

## 羊羹の主な材料
- 小豆 - 餡にするほか、食感を楽しむために粒のまま混ぜることもある。大納言小豆の蜜煮をまぜた練羊羹を小倉羊羹という。
- 緑茶 - 抹茶などを白餡に練り込んだもの。
- 紅茶- 紅茶を白餡に練り込んだもの。
- コーヒー- コーヒーを白餡に練り込んだもの。
- 白みそ- 白みそを白餡に練り込んだもの。
- 白いんげん - 白餡にして羊羹に使うと、白色の羊羹となる。食紅で一部を着色した紅白羊羹は、縁起物として正月などの特別な行事の菓子として用いる場合がある。
- 金時豆 - 豆の質そのものは白いんげんと同じ白餡であるが皮に色素があるため着色する。小豆餡の薄いような色に仕上がる。この豆のみで仕上げた羊羹もある（北海道江差町五勝手屋羊羹など）。
- 栗 - 蒸した栗や、甘露煮にした栗を、通常の小豆羊羹に混ぜる、あるいは散らした物と、（芋羊羹のように）栗そのものをすり潰して餡とした物に大別できる。前者は全国で作られており、練り羊羹と蒸し羊羹のタイプが多い。後者は長野県など栗の産地で作られている。
- 胡桃
- ゴマ
- サツマイモ - 芋羊羹。
- ジャガイモ
- カボチャ
- 柿 - 柿で作ったジャムをそのまま寒天で固める方法と、白餡に混ぜて固める方法がある。
- イチジク
- ハッカ - 香料として。
- 塩 - 塩羊羹。
- 蕗を使用する羊羹もある。

なお、羊羹には、ここで挙げられている以外の食品が練り込まれる場合もある（アスパラなどの野菜、リンゴなどの果物など）。

## 言語文化における羊羹

### 羊羹の数え方
羊羹は長い直方体の形状であり棹菓子（棹物）に分類されるため、羊羹を数える助数詞としては「棹」（さお）を用い、1棹、2棹（ひとさお・ふたさお）、…のように数える。

### 羊羹にちなむ言葉
- 羊羹色：黒色などの衣類が、色あせて赤みを帯びた色を「羊羹色」と呼ぶ[40]。
- 夜の梅：小倉羊羹の切り口に見える小豆の粒の様子を、夜の闇の中に咲く白い梅の花に例えて付けられた名称。なお「夜の梅」という呼称は虎屋黒川（通称とらや、本店・赤坂）の登録商標となっているが、駿河屋[注釈 4]と鶴屋八幡においても合意の上で使われている。
- 玉と蝋石の雑種のよう：夏目漱石の著した『草枕』の作中において羊羹の美しさを表現した言葉。「どう見ても一個の美術品だ」という羊羹描写に続く、有名な一節の一部である。